# Brachycentridae
Brachycentridae zijn een familie van schietmotten. De familie kent zes geslachten.
In Nederland zijn, uit deze familie, Brachycentrus maculatus en Brachycentrus subnubilus waargenomen.